# Olovnice
Olovnice (en allemand : Wolownitz) est une commune du district de Mělník, dans la région de Bohême-Centrale, en République tchèque. Sa population s'élevait à 545 habitants en 2020.

## Géographie
Olovnice se trouve à 5 km à l'ouest-sud-ouest de Kralupy nad Vltavou, à 21 km au sud-ouest de Mělník et à 21 km au nord-ouest du centre de Prague.
La commune est limitée par Velvary au nord, par Otvovice et Slatina à l'est, par Kralupy nad Vltavou au sud et par Neuměřice à l'ouest.

## Histoire
La première mention écrite de la localité date de 1285.

## Transports
Par la route, Olovnice se trouve à 6 km de Kralupy nad Vltavou, à 27 km de Mělník et à 29 km du centre de Prague